# Ajselj Magomet kizi Tejmurzade
Ajselj Magomet kizi Tejmurzade (azerski: Aysel Məhəmməd qızı Teymurzadə, engleski: Aysel Teymurzadeh, ruski: Айсель Магомет кызы Теймурзаде), (25. travnja 1989., Baku) azerbajdžanska je pjevačica pop i R'n'B glazbe.
Predstavljala je Azerbajdžan na Pjesmi Eurovizije, 2009. godine u Moskvi zajedno s pjevačem Arashom izvela je pjesmu Always i osvojila treće mjesto.